# Har Turan
Har Turan (hebr. הר תורען, Har Tur'an) – góra położona pomiędzy dolinami Bikat Turan i Bet Netofa w Dolnej Galilei na północy Izraela. Wznosi się na wysokość 548 metrów n.p.m.

## Geografia
Góra Turan jest samotnym wzniesieniem wznoszącym się pomiędzy dolinami Bikat Turan i Bet Netofa w Dolnej Galilei. Masyw góry ma podłużny kształt, rozciągający się z zachodu na północny wschód. Z południowych zboczy spływa strumień Turan, który zasila strumień Jiftachel w dolinie Turan. Strumień ten płynie na zachód i przecina masyw góry Turan głębokim wadi. Masyw górski jest w większości zalesiony. Powstały tu dwa osiedla żydowskie: kibuc Bet Rimmon i wioska komunalna Micpe Netofa. U podnóża góry znajdują się osady arabskie: miejscowości Turan i Bu’ejne Nudżejdat, oraz wioski Rummat al-Hajb, Rummana i Uzajr.

## Turystyka
Góra Turan została zalesiona dzięki działalności Żydowskiego Funduszu Narodowego. Poprowadzono tutaj piesze szlaki turystyczne, a na szczycie wybudowano platformę widokową.

## Transport
U podnóża góry przebiega droga ekspresowa nr 77, która na wschodzie krzyżuje się z drogą nr 65.